# Алгонкинско-баскский пиджин
Алгонкинско-баскский пиджин — пиджин, сложившийся на основе баскского и алгонкинских языков, на котором говорили баскские китобои и различные алгонкинские народы в районе реки Св. Лаврентия. Последнее свидетельство этого языка датируется 1710 годом.
Баски различали среди канадских аборигенов три группы. В хороших отношениях они были с инну и ирокезами; инуитов же они считали враждебными. Баски называли их Montaneses, Canaleses и Esquimoas, соответственно.

## Примеры слов[3]
| Пиджин    | Язык оригинала                                    | Перевод на русский |
| --------- | ------------------------------------------------- | ------------------ |
| Normandia | Normandia (баскский)                              | французы           |
| kir       | kir (микмак)                                      | ты                 |
| ania      | anaia (баскский)                                  | брат (брата)       |
| capitana  | capitaina (баскский), kapitaina (станд. баскский) | капитан            |
| endia     | andia (баскский), handia (станд. баскский)        | большой            |
| chave     | savoir (французский), saber (испанский)           | знать              |